# Jean Péraud
Jean Péraud est un photographe de guerre français né le 10 août 1925 au Perreux-sur-Marne dans le département de la Seine.
Sergent-chef dans l’armée française, il est porté disparu le 1er juillet 1954 dans la région de Thanh-Hóa au Tonkin, actuel nord du Viêt Nam, et est déclaré Mort pour la France à l’âge de 28 ans.

## Biographie
Jean Péraud naît au Perreux-sur-Marne dans le département de la Seine en 1925. Il déménage avec sa famille à Saint-Nazaire pendant la seconde guerre mondiale.

### Seconde Guerre mondiale
En 1941 il commence à travailler aux Chantiers navals de Saint-Nazaire en compagnie de son père puis entre dans la résistance française à l’occupant nazi. Arrêté pour espionnage, il est dans le convoi de déportés qui quitte Nantes le 10 juillet 1944 vers Belfort avec un groupe de 55 résistants, puis est transféré au camp de concentration de Natzweiler en Alsace le 26 août 1944 (matricule 24001),, et plus tard à Dachau et Buchenwald en Allemagne. Il est libéré le 11 avril 1945 par les alliés du 20e corps de la 3e Armée du général George Patton.

### Guerre d’Indochine
En janvier 1946, il part combattre comme volontaire pendant trois ans au sein du 1er BCP, atteignant le grade de sergent-chef. Jean Péraud sert ensuite en Indochine d’octobre 1949 à 1952 avant d’intégrer en février 1952 le Service cinématographique des armées (SCA), pour le compte du SPI (Service Presse et Information) en qualité de photographe.
Le 18 mars 1954, il est rejoint par Daniel Camus, un appelé du contingent qui a été pigiste pour le magazine Paris Match et Pierre Schoendoerffer dans la cuvette de Ðiện Biên Phủ où se déroule l’avant-dernière bataille de la guerre d’Indochine.
Ils sont venus remplacer l’opérateur André Lebon, blessé à la jambe puis amputé sur le point d’appui Anne-Marie et le photographe Raymond Martinoff qui a été tué, tous deux victimes d’un tir d’obus ennemi le 13 mars 1954.

Péraud, Camus et Schoendoerffer sont faits prisonniers le 8 mai 1954 au lendemain de la chute du camp retranché de Ðiện Biên Phủ, avec la totalité des troupes encore vivantes. Tous trois cassent leurs caméras et appareils photos et voilent leurs pellicules.

« Vers trois heures, les combats cessèrent pratiquement. J’étais dans le PC du colonel Langlais avec mes camarades Schoendoerffer et Péraud. Voyant que tout était perdu, nous avons détruit à coup de crosse nos quatre Rolleiflex, les trois caméras et les deux Leica. »

— Albert de Saint Julien, Caméra au poing, Paris : Documents du monde, 1955, p. 225.
Jean Péraud parvient à s’enfuir lors du transfert d’un convoi de prisonniers en juillet 1954 en compagnie de Pierre Schoendoerffer. Ce dernier est repris mais Jean Péraud disparaît dans la jungle. Il ne sera jamais revu et est déclaré Mort pour la France ce même mois à l’âge de 28 ans.
Les photographies réalisées par Jean Péraud lors de la Bataille de Diên Biên Phu jusqu’au 27 mars 1954 sont conservées au Fort d’Ivry où sont situées les archives photographiques et audiovisuelles de l’Armée Française. Les photographies prises du 28 mars 1954 au 7 mai 1954 sont actuellement estimées comme étant détruites ou perdues. Le cinéaste Pierre Schoendoerffer considérait Jean Péraud avec qui il a couvert cette bataille comme son grand frère et frère d’armes,.

« Il aimait son métier. Il était bon, fidèle, généreux, et il est mort comme beaucoup d’autres parce que des généraux se sont trompés mais aussi parce qu’un peuple l’a abandonné, avec toute une armée, à la lâcheté des politiciens et à l'équivoque des causes à défendre. »

— Daniel Camus, Dien Bien Phu, Éditions Julliard, 1963.

## Distinctions
- Citation à l’Ordre de l’armée le 31 mars 1953[12]
- Citation à l’Ordre de l’armée le 13 mai 1955

« Brillant reporter photographe de guerre. A été engagé dans la bataille de Diên Biên Phu dès le mois de décembre 1953. A réalisé des documents photographiques de grande valeur qui ont été utilisés dans la presse filmée internationale. Volontaire pour remplacer un camarade tué à l'ennemi, a été parachuté le 18 mars. A été fait prisonnier le 8 mai 1954. »

— JO no 114, 13 mai 1955.
- Médaille militaire
- Croix de guerre des Théâtres d'opérations extérieurs avec une palme, 3 étoiles d’argent, 1 étoile de bronze
- Croix de guerre 1939–1945 avec étoile d’argent

## Ouvrages
- Diên Biên Phu, Texte de Jules Roy, photos de Jean Péraud et Daniel Camus, Éditions Julliard, Paris, 1963.
- Guerre morte …il y avait une guerre d’Indochine, de Jean-Pierre Dannaud. Illustrations photographiques de Michel Aubin, Edouard Axelrad, Werner Bischof, Marcel Bourlette, Robert Bouvet, Daniel Camus, Raymond Cauchetier, Paul Corcuff, Raoul Coutard, Guy Defive, Dervoust, Yves Fayet, Pierre Ferrari, Ernst Haas, Jacques Jahan, Francis Jauréguy, Fernand Jentile, Georges Liron, René Martinoff, Missions étrangères, Nguyen Manh Danh, Jacques Oxenaar, Jean-Marie Pelou, Jean Péraud, Jean Petit, S.I.V.N., Raymond Varoqui. Supplément à la revue Indochine Sud-Est Asiatique, Imp. Georges Lang, Paris, 1954. La Pensée Moderne, 1973.

## Documentaire
Les Yeux brûlés, film documentaire français réalisé par Laurent Roth en 1986, sorti en 2015. Film de commande de l’ECPAD, il met en scène Mireille Perrier qui s’entretient, autour de la mémoire de Jean Péraud, avec des reporters de guerre du XXe siècle (par ordre d’apparition : André Lebon, Daniel Camus, Pierre Ferrari, Raoul Coutard, Marc Flament, Pierre Schoendoerffer) sur la nature de leur travail, leur rôle dans la production des images de guerre ainsi que leur place au front.

## Expositions
- 2010 / 11 : L’Indochine en guerre, des images sous contrôle [1945-1954], Musée Nicéphore-Niépce, Chalons-sur-Saône[13]
- 2015 : 100 ans de photographie aux armées : photographes de Diên Biên Phu, Jean Péraud et Daniel Camus, Musée de l’Armée, Paris

## Hommages posthumes
- Le cénotaphe de Jean Péraud se trouve au cimetière de Saint-Dolay dans le Morbihan, et son nom est inscrit sur le monument aux morts de cette commune[2] ainsi que sur le mémorial des guerres en Indochine à Fréjus.
- Le nom de Jean Péraud est gravé sur le Monument aux morts du cinéma et de la photographie des armées, situé dans l’enceinte du fort d’Ivry-sur-Seine. Il comporte la mention « Sergent-Chef Jean PÉRAUD Than-Hoa (Tonkin) juillet 1954 ». La mention, avant la rénovation du monument, indiquait « SERGENT PERRAUD (TERRE) DIEN BIEN PHU 1954 »[14]. Le nom de famille était auparavant mal orthographié.
- La figure de Jean Péraud brisant son appareil photo le 8 mai 1954 est évoquée dans le film de Pierre Schoendoerffer Diên Biên Phu, sorti en 1992.